# Izmosúszójú halak
A Sarcopterygii vagy Crossopterygii a csontos halak (Osteichthyes) főosztályának egyik osztálya.
Ez az osztály az evolúció kutatása szempontjából az egyik legfontosabb csoportnak tekinthető. Legkorábbi fosszíliáik az alsó devon időszakából származnak, virágkorukat a karbonban élték. Mivel leszármazottaik ma is élnek, élő kövületekként is szokás őket emlegetni.
Az evolúciósan „regresszív” bojtosúszójú halak (Coelacanthimorpha) alosztályába ma már csak két élő faj tartozik, az 1938-as megtalálásáig kihaltnak vélt bojtosúszós maradványhal (Latimeria chalumnae) és az 1999-ben felfedezett Latimeria menadoensis, a két „élő kövület”. A bojtosúszójú halak kihalt fajai többségükben nagy testű (1,5–2 méteres) mélytengeri ragadozó, elevenszülő halak voltak, elzsírosodott úszóhólyaggal és koponyaüregüknek csak 1%-át kitöltő (kb. 3 grammos) aggyal.
Evolúciós szempontból fontosabb a számos „progresszív” jelleget mutató Valódi choanás halak (Rhipidistia) csoportja, amelyhez egyrészt a kihalt Tetrapodomorpha alosztály, másrészt a hat ma élő fajjal rendelkező tüdőshalak (Dipnoi) alosztálya tartozik. A ripidiszciák oxigénhiányos édesvízi pocsolyákban élnek és funkcionáló tüdővel is rendelkeznek. Fontos kiemelni, hogy a tüdő az ősi halak számos csoportjában mint kiegészítő légzőszerv működött és csak másodlagosan alakult át a légzéstől független úszóhólyaggá. A Tetrapodomorpha alosztály tagjai között lehettek a kétéltűek (és így valamennyi négylábú állat) ősei, és perm környéki kihalásuk is valószínűleg a jobban alkalmazkodó szárazföldi utódaik adaptív radiációjával magyarázható.
A bojtosúszójúak páros úszókkal és néhány páratlan úszóval rendelkeznek. A páros úszókat a testükhöz izmos, pikkelyekkel borított nyél kapcsolja, ami azonos eredetű a négylábú állatok végtagjaival. Belükben spirális redő található. A bojtosúszós maradványhal orrürege vakon végződik, a ripidiszciáké viszont összeköttetésben van a légutakkal.

## Rendszerezés
Az osztályhoz az alábbi alosztályok és rendek tartoznak:
- Actinistia alosztály
  - Bojtosúszójúhal-alakúak (Coelacanthiformes) rend

- Rhipidistia (Valódi choanás halak) csoport 
  - Tüdőshalak (Dipnoi) alosztály
    - Tüdőshalalakúak (Ceratodontiformes) rend
    - Gőtehalalakúak (Lepidosireniformes) rend

  - Tetrapodomorpha alosztály – kihalt
    - Rhizodontida rend – kihalt
    - Panderichthyida rend – kihalt

Kladisztikus megközelítésben ide kell sorolni az összes, a Sarcopterygiiből kifejlődött taxont, tehát a teljes négylábúak csoportot (például madarak, emlősök) is!